# Los Angeles Toros
Los Toros de San Diego fueron un equipo de fútbol estadounidense que jugaron en la National Professional Soccer League (NPSL) y que tenían como sede la ciudad de San Diego, California.
En 1967 la NPSL se une a la United Soccer Association y forman la North American Soccer League como Los Angeles Toros. Debido a que en la liga de la United Soccer Association ya existía un equipo en la ciudad de Los Ángeles (Los Ángeles Wolves) el equipo es cambiado de sede a la ciudad de San Diego, California y se convertirían en los Toros de San Diego, jugando así tan sólo 1 temporada.

## Palmarés

### NASL
- División Pacífico: 1

1968

## Temporadas
| Año  | Liga | JJ | G | E  | P   | Lugar                 | Playoffs                      |
| ---- | ---- | -- | - | -- | --- | --------------------- | ----------------------------- |
| 1967 | NPSL | 32 | 7 | 10 | 15  | 5.º, División oeste   | No calificaron                |
| 1968 | NASL | 18 | 8 | 6  | 186 | 1º, División Pacífico | Perdió la Final de Campeonato |

## Estadio
Los Toros jugaban en el Estadio Balboa de San Diego, California,
 y anteriormente lo hacían en el Los Angeles Memorial Coliseum en Los Ángeles, California
.

## Jugadores
- Lucio Calonga: Fue gran figura en Ecuador con el Emelec.
- Severo de Sales
- Eli Durante: Máximo anotador con 15 tantos y 5 asistencias.
- Alberto Baeza
- Salvador Reyes: Jugador mexicano fue transferido del Club Deportivo Guadalajara.
- Ataúlfo Sánchez
- Blagoje Vidinić: Portero, jugó 1667 minutos y estuvo entre los 10 mejores porteros de la liga
- Helmut Weiss
- Max Wozniak: Fungió como entrenador y jugador.
- Zeev Zeltser